# Zone Black
《Zone Black》은 미국의 음악가 에밀 에이머스의 명의로 발매한 두 번째 정규 음반이다. 2023년 8월 4일 드래그 시티를 통해 발매됐다.

## 음악
모조의 앤디 코언은 날렵한 타악기 소리와 깊이 있는 편곡이 "플로이드, 카펜터, 고블린"을 떠올린다고 얘기했으며, 평론가들은 이외에도 브라이언 이노, 조니 주얼, 안젤로 바달라멘티 등의 음악가들을 언급했다. 일렉트로닉 사운드의 클레어 프랜시스는  트립합 비트, 거친 악기 소리와 잘게 잘린 보컬의 콜라주 요소가 포함되어 있으며, "누아르적"이고 "LSD에 취한 듯한" 분위기를 가지고 있다.
음반의 첫 곡인 〈Moving Target〉 매들립 스타일의 힙합 노래이고, 〈Zone Black〉은 스파게티 웨스턴풍의 노래이다.

## 평가
| 전문가 평가 | 전문가 평가 |
| 평가 점수   | 평가 점수   |
| 출처        | 점수        |
| ----------- | ----------- |
| 모조        | [ 1 ]       |
| 언컷        | 7/10        |

코언은 "80년대 신스 사운드트랙에 대적하는 사이키델리아이자 오랫동안 남아도는 우울감"이라고 평했다. 프랜시스는 음반의 분위기를 "담배꽁초로 넘쳐나는 재떨이와 계속 피어오르는 담배 연기를 두고 깜박이는 TV 화면 앞 채널을 돌리며 보내는 늦은 밤의 세피아 색 사운드트랙"이라고 묘사했다.

## 트랙 리스트
전체 작사·작곡: 에밀 에이머스
| #  | 제목                             | 재생 시간 |
| -- | -------------------------------- | --------- |
| 1. | 〈Moving Target〉                | 2:15      |
| 2. | 〈Theme from a Personal Prison〉 | 4:00      |
| 3. | 〈Zone Black〉                   | 2:50      |
| 4. | 〈Bad Night at Cowboys〉         | 3:19      |
| 5. | 〈Personal Prison II〉           | 2:36      |
| 6. | 〈Red Palms〉                    | 2:47      |

| #            | 제목               | 재생 시간 |
| ------------ | ------------------ | --------- |
| 7.           | 〈Jealous Gods〉   | 2:15      |
| 8.           | 〈Interloper #1〉  | 1:57      |
| 9.           | 〈Zone Bleu〉      | 3:33      |
| 10.          | 〈Static Mist〉    | 1:46      |
| 11.          | 〈Static Mist II〉 | 1:57      |
| 12.          | 〈Realistic #1〉   | 3:35      |
| 13.          | 〈Blue Palms〉     | 4:41      |
| 총 재생 시간 | 총 재생 시간       | 37:31     |

## 참여진
참여진은 《Zone Black》의 라이너 노트에서 발췌했다.
| - 에밀 에이머스 – 연주, 프로듀서 - 헤바 카드리 – 마스터링 | - 딜런 라이스리어리 – 하모니카 (트랙 2) - 스티브 무어 – 색소폰 (트랙 9, 12–13) - AE 파테라 – 보스 DR-660 (트랙 10–11) - 나지바 시예드 – 바이올린 (트랙 13) |

### 참고 자료
- 코언, 앤디 (2023년 10월). “Emil Amos: Zone Black”. 《모조》. 359호. 89쪽.
- 프랜시스, 클레어 (2023년 8월). “Emil Amos: Zone Black”. 《일렉트로닉 사운드》. 104호. 78쪽.
- 패티슨, 루이스 (2023년 9월). “Emil Amos: Zone Black”. 《언컷》. 316호. 23쪽.
- 《Zone Black》 (LP). 에밀 에이머스. 드래그 시티. 2023년. DC873.